# Wohn- und Geschäftshaus Hauptstraße 20 (Radebeul)
Das Wohn- und Geschäftshaus Hauptstraße 20 ist ein unter Denkmalschutz stehendes Gebäude in Radebeul. Das Gebäude steht im Osten Radebeuls.

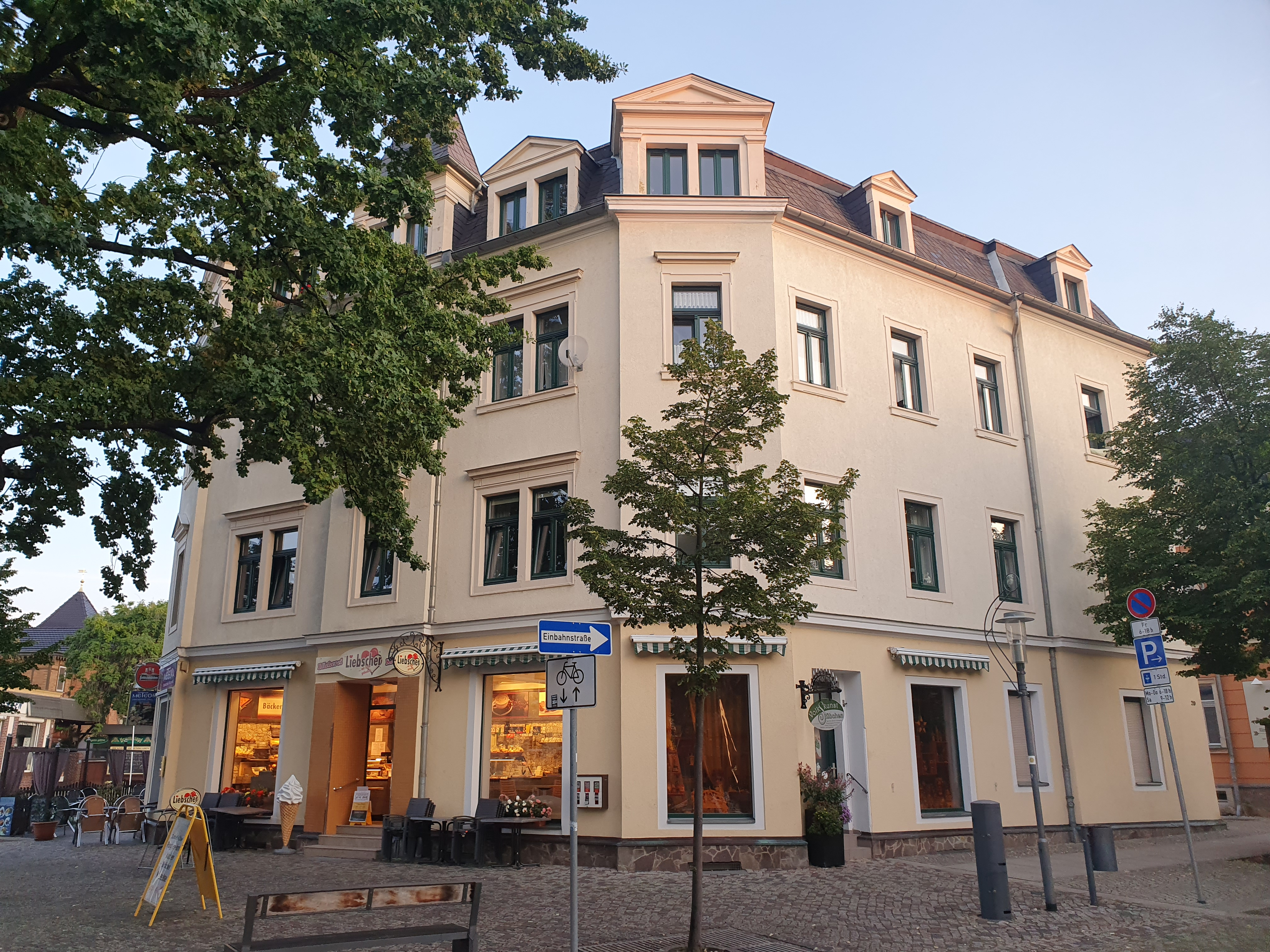
Hauptstraße 20

Das Haus befindet sich an der Ecke Hauptstraße, Eduard-Bilz-Straße.
2012 befinden sich in dem Haus oben Wohnungen und unten ein kleines Restaurant, ein Bäcker und ein Kleinkunstladen.
Das Haus wurde um 1895 gebaut und in den 1990er Jahren saniert.

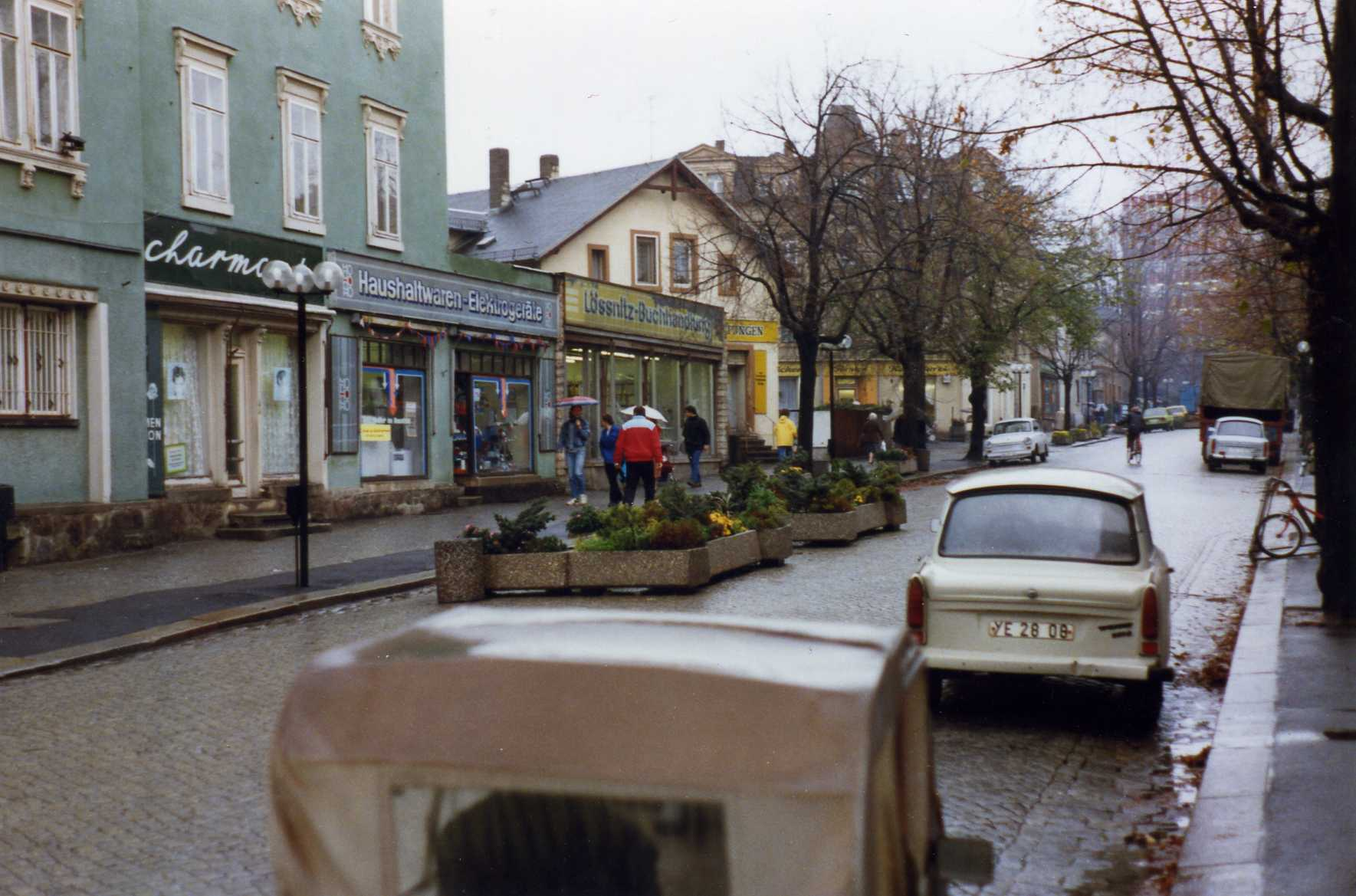
Hauptstraße 20 (Bildmitte) am 7. November 1989
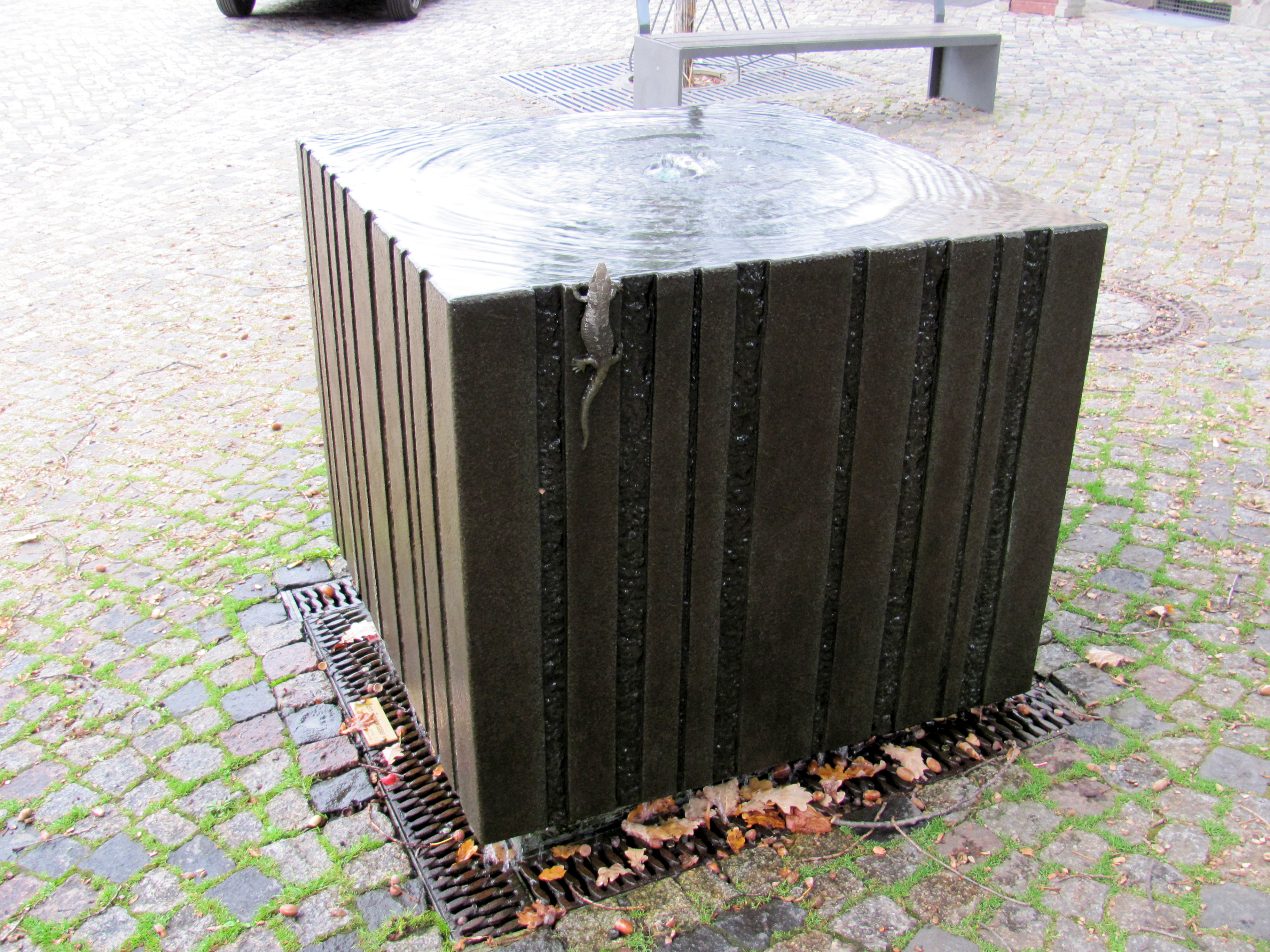
Brunnen mit Eidechse vor der Hauptstraße 20